# گانوی
گانوی (به لاتین: Gunwi County) یک منطقهٔ مسکونی در کره جنوبی است که در استان گیونگ‌سانگ شمالی واقع شده‌است. گانوی ۶۱۴٫۱۵ کیلومتر مربع مساحت و ۳۴٬۲۹۳ نفر جمعیت دارد.